# Heinrich C. Berann
Heinrich Caesar Berann est un peintre et cartographe autrichien né le 31 mars 1915 à Innsbruck (Tyrol), et mort le 4 décembre 1999 à Lans (Tyrol). 

## Biographie
Berann naît dans une famille de peintres et sculpteurs d’Innsbruck, dans le Tyrol autrichien. Entre 1930 et 1933, il suit les cours de l’école fédérale d’art et de design à Innsbruck, dans la section dédiée à la peinture.
Il gagne en 1934 le premier prix d’une compétition visant à produire une carte panoramique de la Haute route alpine du Grossglockner, une route de montagne nouvellement ouverte, ce qui le pousse à utiliser ses compétences pour peindre des paysages à des fins cartographiques ou touristiques. 
Il épouse Ludmilla Herold en 1941. Le couple aura deux filles, Elisabeth et Angela.
Son service militaire dans l’armée allemande, qui l’envoie en Norvège et dans le nord de la Finlande en 1942, contribue aussi à son style artistique.
En 1962 il peint le mont Everest pour la National Geographic Society.  
En 1977, il peint la carte topographique des fonds océaniques réalisée par Marie Tharp et Bruce C. Heezen.
Il crée ensuite quatre panoramas commandés par le service des parcs nationaux des États-Unis d'Amérique : Parc national de Yellowstone, Parc national des North Cascades, Parc national de Yosemite et enfin le Parc national et la réserve de Denali. Il achève ce dernier à 81 ans, affaibli par l'âge et la maladie.
Il meurt en 1999 à 84 ans à Lans, dans le Tyrol, où il vivait depuis 1952.

## Style
Il mêle des techniques traditionnelles avec des techniques plus modernes et développe un style propre de « carte panoramique moderne » qui le rendent célèbre.
Il peint plus d’une centaine de cartes, dont des œuvres produites à l’occasion des Jeux olympiques de Cortina d’Ampezzo à l’hiver 1956, de Rome en 1960, d’Innsbrück en 1964 et 1976, de Sarajevo en 1984, et de Nagano en 1998. Il réalise également des plans des pistes pour des stations de sports d’hiver européennes, notamment en Autriche, en Suisse, en Allemagne ou en France.
Son ancien élève et assistant, Heinz Vielkind, prend la suite de son travail avec son propre studio.

## Peintures

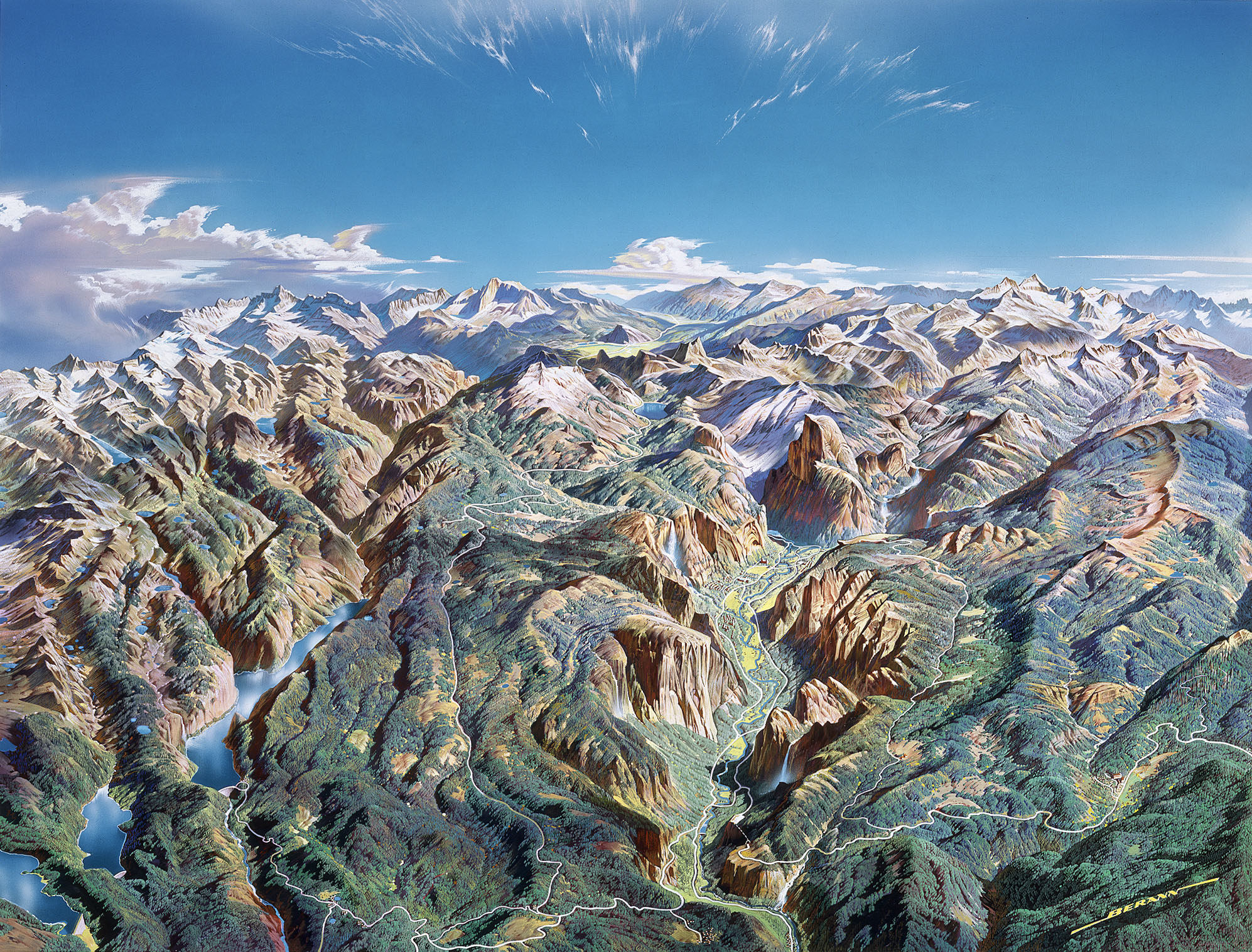
Peinture du Parc national de Yosemite
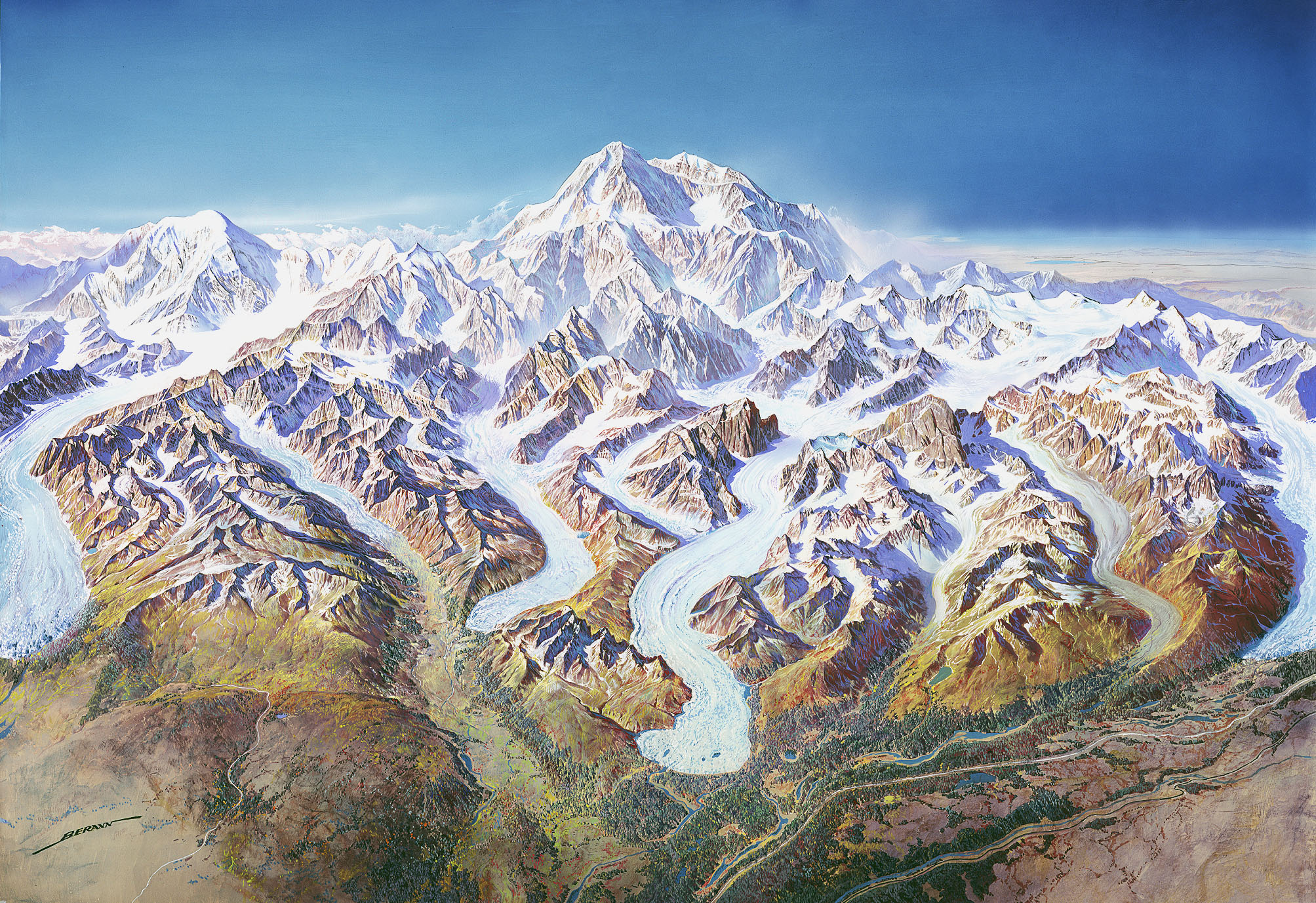
Peinture du Parc national de Denali
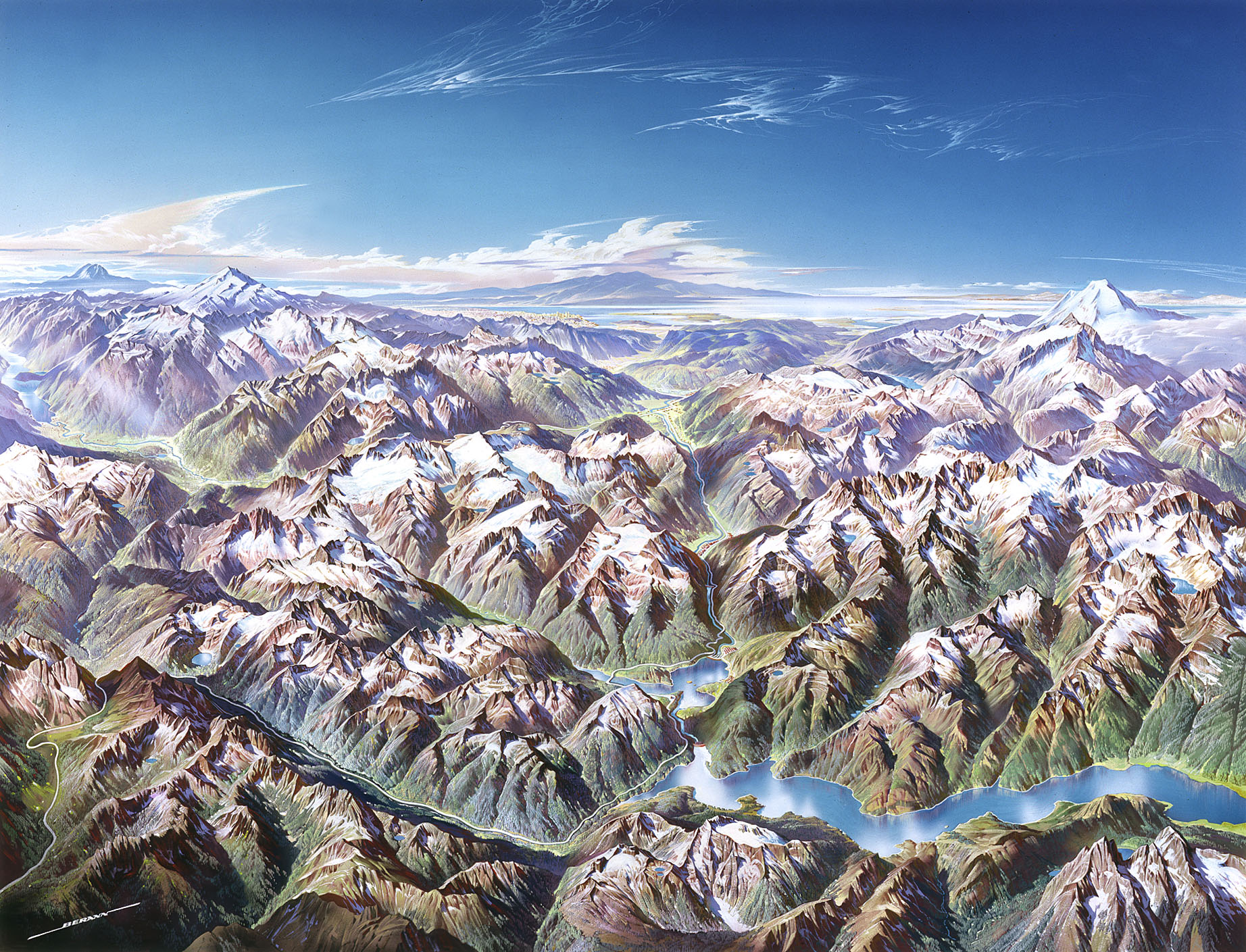
Peinture du Parc national des North Cascades

## Crédits
- (en)/(de) Cet article est partiellement ou en totalité issu des articles intitulés en anglais « Heinrich C. Berann » (voir la liste des auteurs) et en allemand « Heinrich C. Berann » (voir la liste des auteurs).